# 中国东南地区
中国东南地区，通称东南地区，是指以广东省和福建省为中心的中国东南部地区。
不同资料中，中国东南地区的具体范围有所不同。而在两岸分治背景下，因应中华人民共和国方面的一个中国原则，中国东南地区亦囊括中华民国最大的实控领土——臺灣（台湾地区）。

## 范围
《中国饮食文化史·东南地区卷》将东南地区分为岭南和闽台两大区域，包括广东省、广西壮族自治区、海南省、福建省和台湾省。
另一种差异较大的东南地区范围定义，将广东省和福建省，连同上海市、江苏省、浙江省，共计五个省级行政区，统称为东南五省（市）、东南四省一市。若加上邻近的、非沿海省份的江西省和安徽省，共计七个省级行政区，统称为东南六省一市。
将所有资料汇总，最广义的中国东南地区包括了华东和华南地区所有省份、上海市、广西壮族自治区以及港澳台地区。该地区涵盖了中国除辽宁省、河北省和天津市以外所有的沿海省份，也是中国经济最发达的地区，其中上海市和港澳台地区达到了先进发达国家的水平（人均GDP两万美元以上），江苏、浙江、福建、广东和山东五省则达到了中等发达国家的水平（人均GDP一万到两万美元之间）。

## 东南某省
东南某省特指台湾省。由于中国大陆方面奉行一个中国原则，在不承认实际控制台湾的中华民国是国家的背景下，东南某省即为此类特殊用法之一。

## 备注
1. ↑  原文[4]：从综合指标来看，中国东南地区包括江苏、上海、浙江、福建和广东的东南五省投资环境最佳……
2. ↑  原文[5]：东南沿海地区习指今江苏、浙江、福建、广东和上海四省一市地区。
3. ↑  原文[6]：东南地区六省一市会计学会第一次学术交流会于一九八四年三月九日至十三日在上海市举行。参加会议的有来自江苏、浙江、安徽、江西、广东、福建等省和上海市的代表共四十三人。